# Burgneudorf

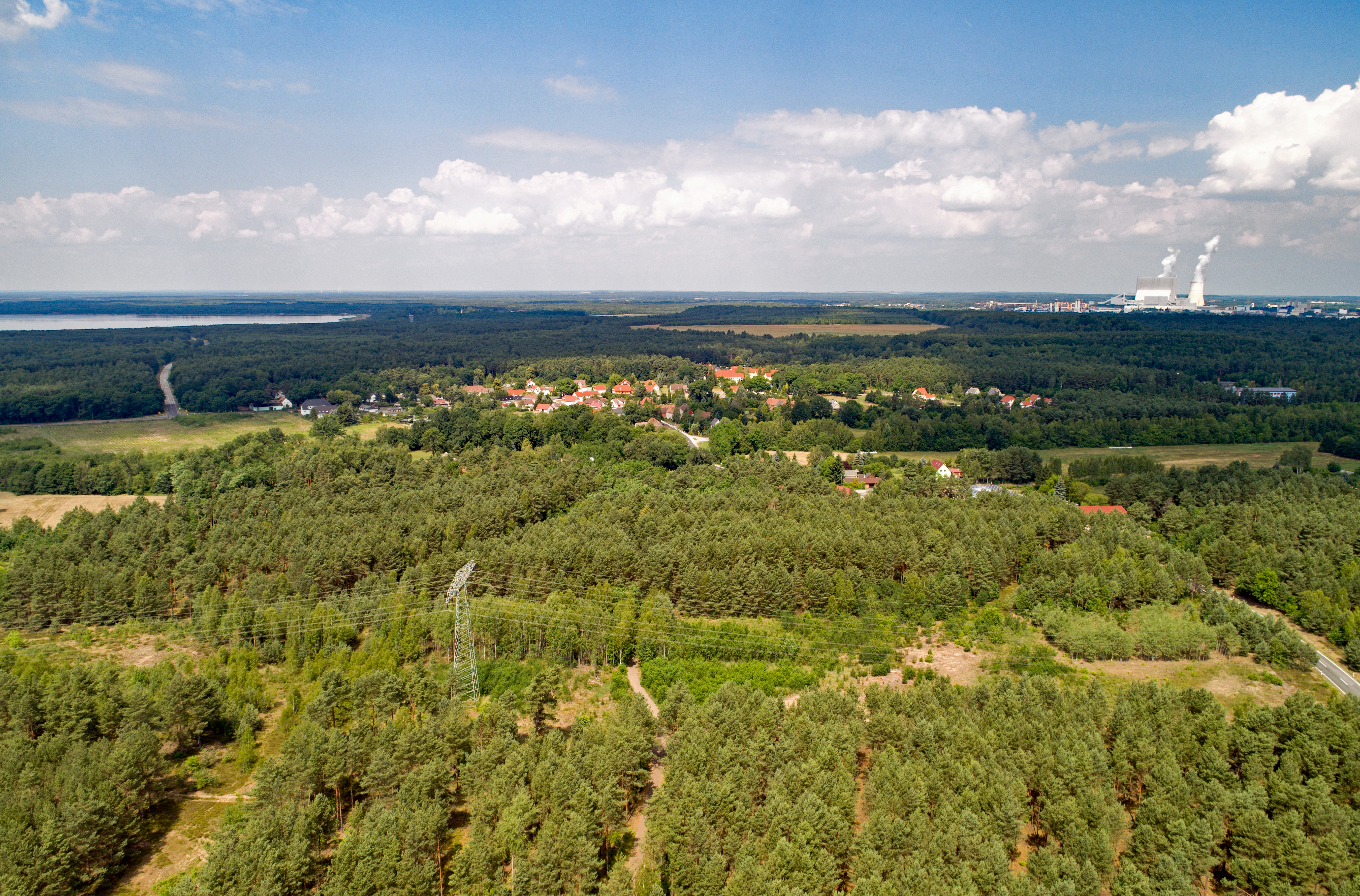
Luftbild

Burgneudorf (lokal verkürzt auch Neudorf), obersorbisch Nowa Wjes, ist ein Ortsteil der Gemeinde Spreetal im sächsischen Landkreis Bautzen. Als zentraler Ort der Gemeinde ist Burgneudorf Verwaltungssitz und Schulstandort. Wie die umliegenden Ortschaften gehört auch Burgneudorf zum Sorbischen Siedlungsgebiet in der Oberlausitz.

## Geographie

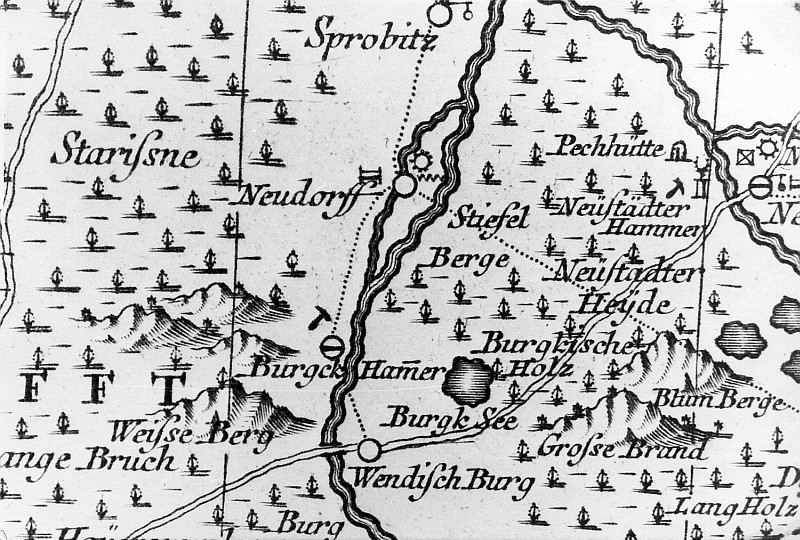
Burgneudorf (Neudorff) auf der Oberlausitzkarte von 1759

Burgneudorf liegt beidseitig der Kleinen Spree an der alten Straße zwischen den Städten Spremberg (im Norden) und Hoyerswerda (im Süden). Etwa ein Kilometer westlich des Dorfes verläuft die Bundesstraße 97, von der die Staatsstraße 130 nach Schleife abzweigt.
Östlich von Burgneudorf liegt jenseits der Neustädter Heide in Richtung Weißwasser das zur Gemeinde zählende Dorf Neustadt an der Großen Spree. In Richtung Spremberg liegen Spreewitz und Zerre sowie an der B 97 die Siedlung Spreetal. In Richtung Hoyerswerda liegen Burghammer und Burg.

## Geschichte

### Ortsgeschichte
Burgneudorf wurde erstmals 1401 urkundlich als Nuwendorff erwähnt. Wahrscheinlich gehörte das von sorbischen Siedlern gegründete Dorf bereits zu dieser Zeit zur Herrschaft Hoyerswerda, in deren Urbar aus dem Jahr 1568 der Ort Nawendorff als Lehn aufgeführt wird. Spätestens seit der Reformation gehörte der Ort dem Kirchspiel Spreewitz an.

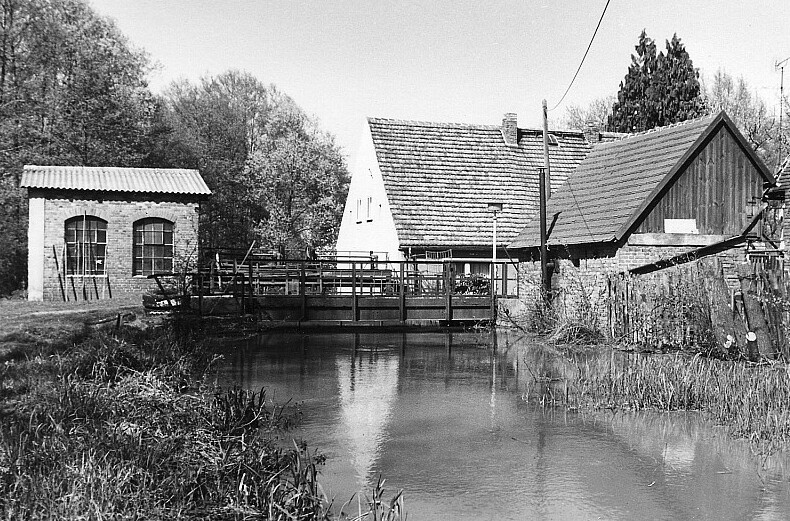
Ehemalige Mühle Burgneudorf, jetzt Sägemühle

Die Herrschaft Hoyerswerda wurde 1651 an das Kurfürstentum Sachsen verkauft, in dessen Machtbereich sie sich seit der Einverleibung der gesamten Lausitz im Zuge des Prager Friedens von 1635 befand. Später  wurde das Dorf, dessen deutscher Name Neudorf wie auch seine sorbische Entsprechung Nowa Wjes ein häufig vorkommender ist, in Königlich Neudorf umbenannt.
Durch Festlegung des Wiener Kongresses musste das Königreich Sachsen 1815 weitreichende Gebietsabtretungen an Preußen leisten, unter anderem die gesamte Niederlausitz und die nordöstliche Oberlausitz. Anfangs dem Landkreis Spremberg eingegliedert, kam das Dorf 1825 zum neu gebildeten Landkreis Hoyerswerda in die preußische Provinz Niederschlesien.

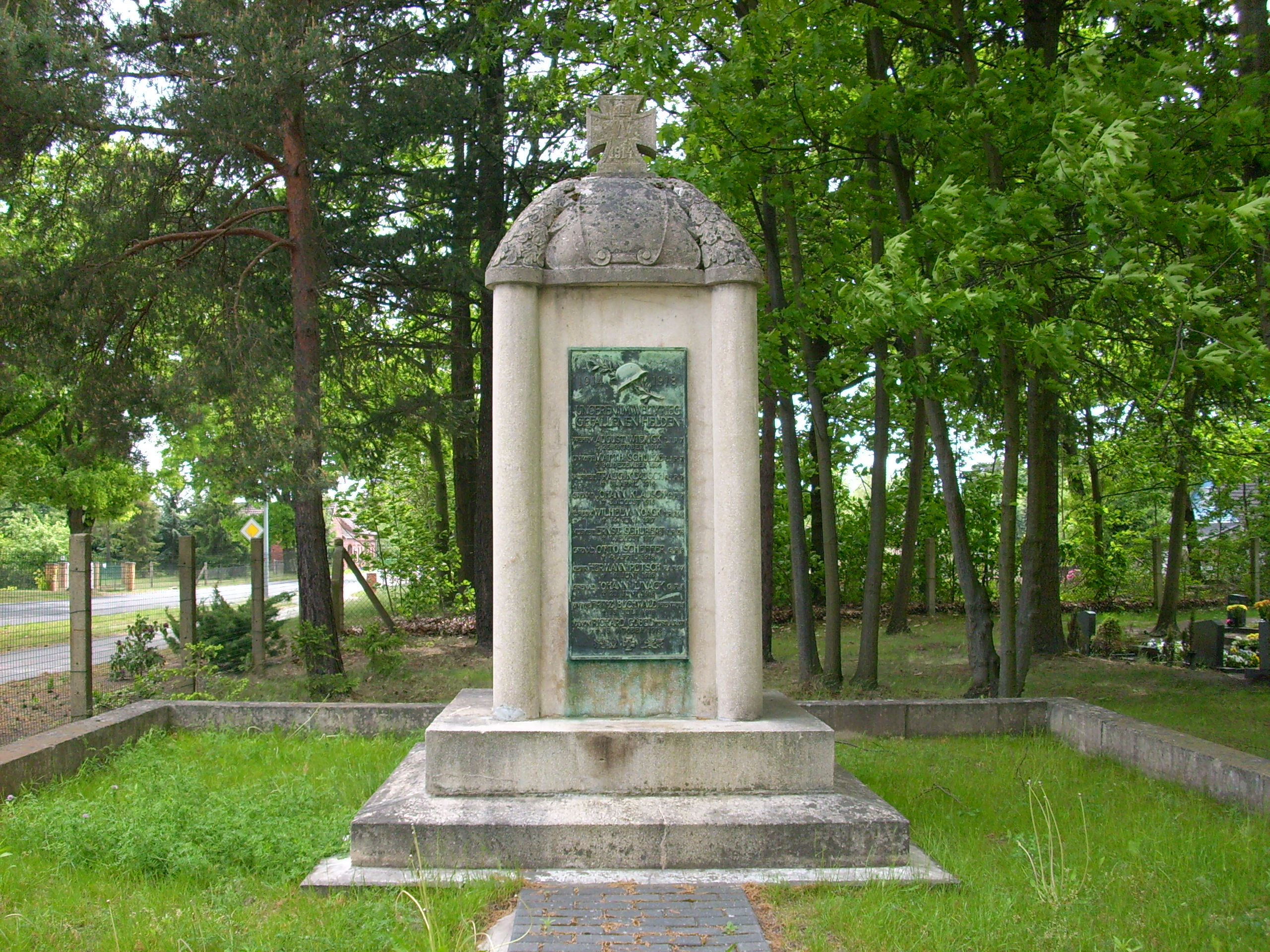
Kriegerdenkmal auf dem Friedhof in Burgneudorf

Anfang des 20. Jahrhunderts begann sich das landwirtschaftlich geprägte Heidedorf zu wandeln, als Braunkohlevorkommen entdeckt und seit 1906 abgebaut wurden.
1931 erfolgte die Umbenennung in Burgneudorf, wobei ein Bezug zur geographischen Lage (Neudorf bei Burg) hergestellt wurde. 1938 erfolgte die Eingemeindung in die Gemeinde Burghammer.
Am 1. Januar 1996 schlossen sich die Gemeinden Neustadt, Burghammer und Spreewitz zur Gemeinde Spreetal zusammen.

### Bevölkerungsentwicklung
| Jahr | Einwohner |
| ---- | --------- |
| 1825 | 125       |
| 1871 | 242       |
| 1885 | 236       |
| 1905 | 306       |
| 1925 | 703       |
| 2008 | 387       |
| 2010 |           |

Im Jahr 1568 verfügte Burgneudorf über 18 besessene Mann und 2 Gärtner. Die Einwohnerzahl stieg bis 1777 zwar leicht, jedoch verschlechterte sich die soziale Struktur, so dass 17 besessene Mann und 5 Häusler verzeichnet wurden.
Zwischen 1825 und 1871 verdoppelte sich die Einwohnerzahl fast von 125 auf 242. Einer kurzen Stagnation folgte bis 1905 der Anstieg auf 306 Einwohner. Der Kohleabbau begünstigte einen Anstieg auf über 700 im Jahr 1925. Heute hat der Ort noch knapp 400 Einwohner.
Noch um 1880 war die Bevölkerung nahezu ausschließlich sorbisch. Muka zählte für seine Statistik über die Sorben in der Lausitz 222 Sorben und 8 Deutsche, was einem sorbischen Bevölkerungsanteil von 96,5 % entsprach.

### Ortsname
Urkundlich belegte Formen des Ortsnamens sind unter anderem Nuwendorff (1401), Nawendorff (1568), Naudorff (1635), Neudorff (1732), Neudorf bey Spröwitz (1791), Königlich Neudorf (1831) und Burgneudorf (1931).